# جنرال مایلز
ژنرال مایلز (به انگلیسی: General Miles) یک کشتی بود. این کشتی در سال ۱۸۸۲ ساخته شد.